# Кирхвальзеде
Кирхвальзеде (нем. Kirchwalsede) — община в Германии, в земле Нижняя Саксония.
Входит в состав района Ротенбург-на-Вюмме. Подчиняется управлению Ботель. Население составляет 1228 человек (на 31 декабря 2010 года). Занимает площадь 36,9 км².
Коммуна подразделяется на 4 сельских округа.